# Kościół św. Macieja Apostoła w Siewierzu
Kościół św. Macieja Apostoła – rzymskokatolicka świątynia znajdująca się w Siewierzu w stylu barokowo - klasycystycznym. Należy do parafii św. Macieja Apostoła.
Kościół wybudowany został w pierwszej połowie XV w. W późniejszym czasie dwukrotnie był przebudowywany przez biskupów: Piotra Gembickiego w latach 1647-1657 i Kajetana Sołtyka w latach 1782-1784. Świątynię otacza mur z XVIII w. z wyróżnioną bramą biskupią.

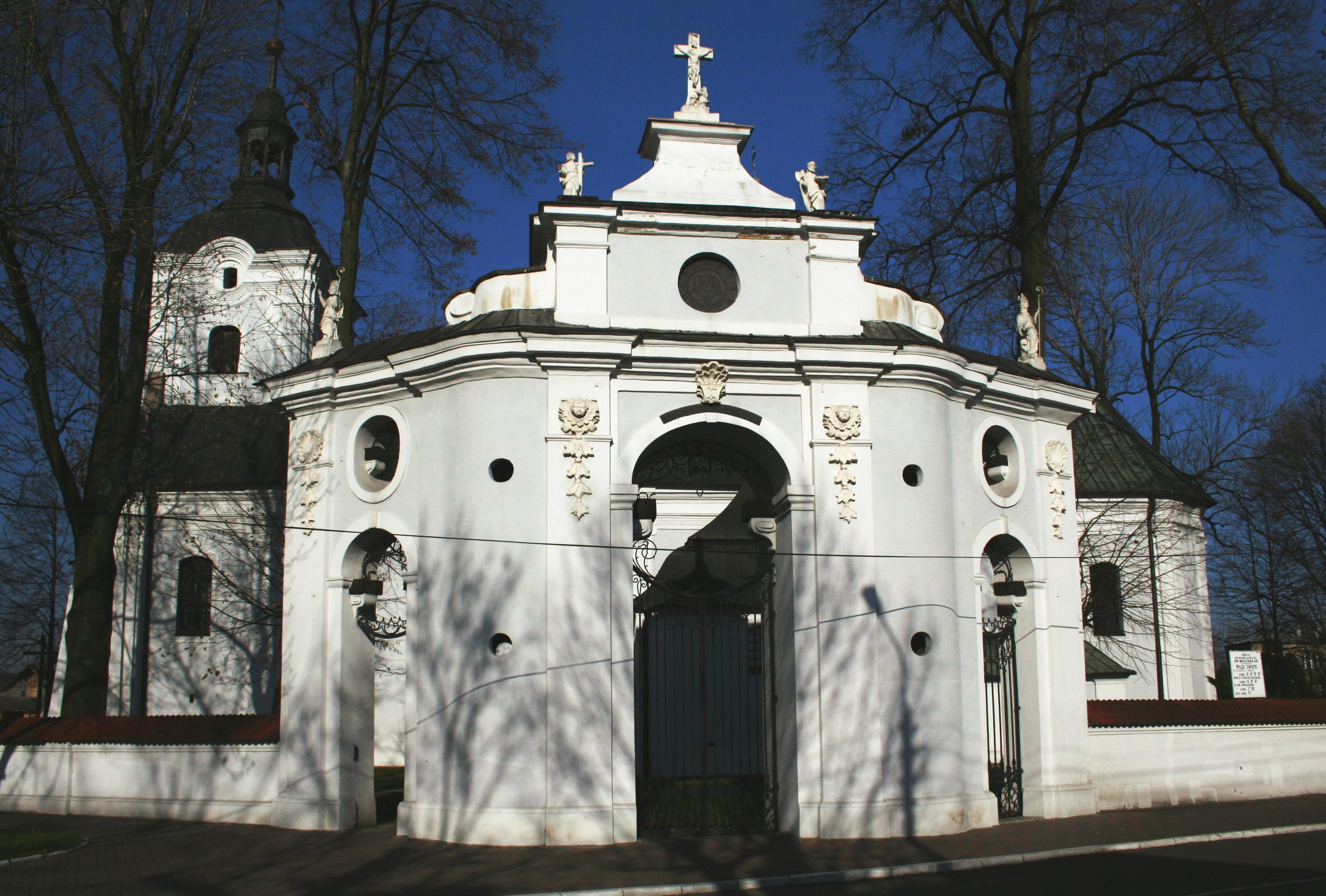
Brama biskupia